# María Felicitas Jaime
María Felicitas Jaime (Buenos Aires, 1950 - Mendoza, 2017) también conocida con su pseudónimo María No fue una periodista lesbiana, escritora, militante feminista, activista por los derechos de las personas LGBTIQ+ y una de las pioneras en participar en la Comunidad Homosexual Argentina.

## Biografía
Trabajó en Radio Nacional, escribió para las revistas Superhumor y Diferentes y también para el diario Los Andes de Mendoza. Fue guionista de televisión y además escribió una colección en fascículos sobre educación sexual y cuentos en libros de bolsillo sobre temática erótica.
La columna que escribía en Diferentes era la única dedicada a las lesbianas, en una revista escrita por y para varones gays y según declaraciones de su viuda Bea Albertini, fue una de las primeras mujeres que rompieron la barrera en atreverse a militar con nombre y apellido. Desfiló junto a su pareja bajo la pancarta de la CHA en el festejo de los cien días de democracia del presidente Raúl Alfonsín y que tuvo lugar en la Plaza de Mayo.
En la década de 1990, Felicitas emigró con su pareja a Madrid, donde publicó su primera novela, la cual le dio reconocimiento por parte de lesbianas de la época, pues sintieron que alguien las comprendía.

## Publicaciones
- Cris & Cris (1992)[5]
- Pasiones (1994)[6]
- Cenicienta en Chueca (2003)[7]